# Ibrahim Muteferrika
Ibrahim Muteferrika (en turco: İbrahim Müteferrika; 1674-1745) fue un diplomático otomano nacido en Hungría, editor, economista, historiador, teólogo islámico, sociólogo, y el primer musulmán en dirigir una imprenta con un tipo de letra árabe móvil.

## Primeros años
Ibrahim Muteferrika nació en Kolozsvár (actual Cluj-Napoca, Rumania). Era un unitario de etnia húngara que se convirtió al Islam. Su nombre original en húngaro es sin embargo desconocido.

## Servicio diplomático
A una edad temprana, Ibrahim Muteferrika entró en los servicios diplomáticos otomanos. Participó activamente en las negociaciones con Austria y Rusia. Ibrahim Muteferrika fue una figura activa en la promoción de la alianza otomanofrancesa (1737-1739) contra Austria y Rusia. Muteferrika también fue aclamado por su papel en la acción otomano-sueca contra Rusia. Durante sus servicios como diplomático se sabe que se hizo amigo de muchas personalidades influyentes, entre ellas Osman Aga de Temesvar, un colega diplomático de origen transilvano y antiguo prisionero de guerra encarcelado en Austria.
Fue durante sus años como diplomático que se interesó mucho en la colección de libros que le ayudaron a comprender el Renacimiento en curso, el surgimiento de los movimientos protestantes, y el surgimiento de poderosos imperios coloniales en Europa.

## Imprenta
Sus volúmenes, impresos en Estambul y utilizando tipos de letra hechos a medida, se denominan ocasionalmente «incunables turcos». Muteferrika, cuyo apellido se deriva de su empleo como Müteferrika, cabeza de familia, bajo el sultán Ahmed III y durante la era de los tulipanes, fue también geógrafo, astrónomo y filósofo.
Tras un informe de 1726 sobre la eficiencia del nuevo sistema, que redactó y presentó simultáneamente al gran visir Nevşehirli Damat İbrahim Pasha, el Gran muftí y el clero, y una solicitud posterior presentada al sultán Ahmed III, recibió permiso para publicar libros no religiosos —a pesar de la oposición de algunos calígrafos y líderes religiosos—. La imprenta de Muteferrika publicó su primer libro en 1729 y, para 1743, publicó 17 obras en 23 volúmenes, cada uno de ellos con entre 500 y 1.000 ejemplares. El primer libro publicado por Muteferrika es "Vankulu Lügati", un diccionario árabe-turco de dos volúmenes. La impresión de libros religiosos estaba prohibida —y siguió estándolo hasta 1803—.

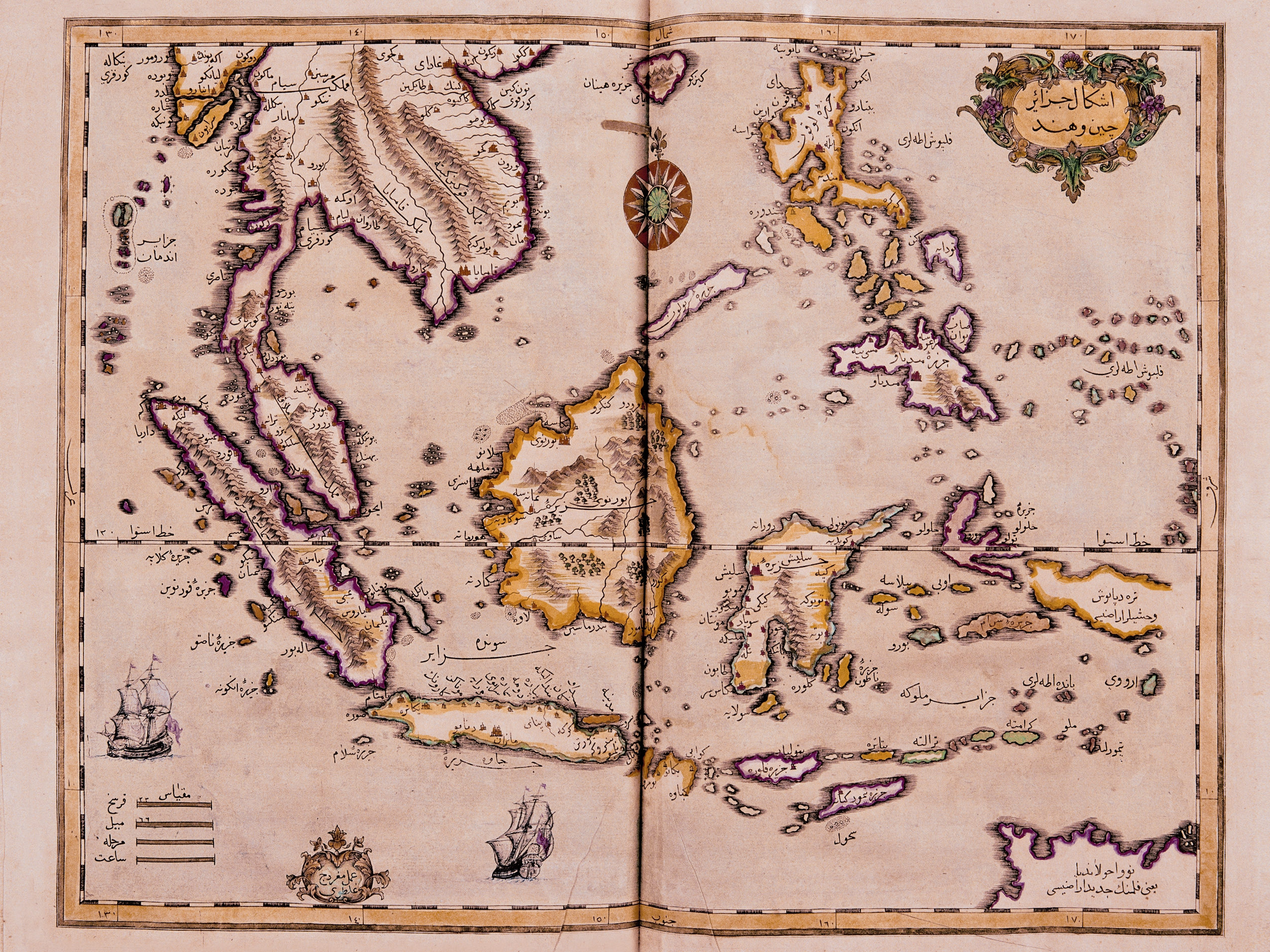
Este mapa del océano Índico y la China fue impreso en 1728 por Ibrahim Muteferrika.

Entre las obras publicadas por Muteferrika había obras históricas y científicas genéricas, así como el atlas mundial Cihannüma de Kâtip Çelebi —traducido vagamente como: El espejo del mundo o el vidente mundial—. En una digresión que añadió a su impresión, Muteferrika discutió el heliocentrismo de la astronomía moderna en detalle, con referencias a argumentos científicos relativamente actualizados a favor y en contra. En este sentido, se le considera una de las primeras personas en introducir adecuadamente el heliocentrismo a los lectores otomanos.
Sin embargo, después de 1742, las actividades de imprenta de Ibrahim Muteferrika fueron interrumpidas y un intento del diplomático británico James Mario Matra, motivado por los precios exorbitantes de los libros manuscritos, de restablecer una imprenta en Estambul fue abortado en 1779. En su relato, Matra se refiere a la fuerte oposición de los escribas que la empresa de Muteferrika tuvo que enfrentar anteriormente:

Una imprenta se había establecido aquí hace unos sesenta años en el turbulento reinado de Ahmed III, pero aquellos que se mantenían copiando libros, temiendo con razón que su comercio se arruinara totalmente, eran tan ruidosos en sus clamores como para alarmar al serrallo, y como estaban apoyados por un sedicioso cuerpo de jenízaros, el sultán comprendió lo que realmente sucedió después, que mientras subía al trono por una insurrección, podía ser derribado por otra, dio lugar a sus quejas, y suprimió la imprenta, antes de que nada mejor que el Corán, la Sunnah, y algunos libros insignificantes de matemáticas fueran eliminados.

## Legado
Muteferrika murió en Estambul.
Se puede encontrar una escultura de un busto de Muteferrika en el Sahaflar Çarşısı adyacente al Gran Bazar de Estambul.

## Libros publicados por Muteferrika
Un total de 17 títulos han sido publicados por Muteferrika en su propia prensa durante su vida:
1. Kitab-ı Lügat-ı Vankulu (Sihah El-Cevheri), 2 volúmenes, 1729
2. Tuhfet-ül Kibar fi Esfar el-Bihar, 1729
3. Tarih-i Seyyah, 1729
4. Tarih-i Hind-i Garbi, 1730
5. Tarih-i Timur Gürgan, 1730
6. Tarih-I Mısr-i Kadim ve Mısr-i Cedid, 1730
7. Gülşen-i Hülefa, 1730
8. Grammaire Turque, 1730
9. Usul el-Hikem fi Nizam el-Ümem, 1732
10. Fiyuzat-ı Mıknatısiye, 1732
11. Cihan-nüma, 1732
12. Takvim el-Tevarih, 1733
13. Kitab-ı Tarih-i Naima, 2 volúmenes, 1734
14. Tarih-i Raşid, 3 volúmenes, 1735
15. Tarih-i Çelebizade, 1741
16. Ahval-i Gazavat der Diyar-ı Bosna, 1741
17. Kitab-ı Lisan el-Acem el Müsemma bi-Ferheng-i Şuuri,  2 volúmenes, 1742